# Shawsville
 (mars 2025).
Shawsville est une census-designated place située dans le comté de Montgomery, dans l’État de Virginie, aux États-Unis. Lors du recensement de 2020, elle comptait 1 241 habitants.